# Belgian International 1962
Die Belgian International 1962 im Badminton fanden vom 14. bis zum 15. April 1962 in Brüssel statt. Im Damendoppel standen die Deutschen Gerda Schumacher und Ute Seelbach im Halbfinale.

## Titelträger
| Disziplin    | Sieger                         |
| ------------ | ------------------------------ |
| Herreneinzel | Oon Chong Teik                 |
| Dameneinzel  | Ursula Smith                   |
| Herrendoppel | Oon Chong Teik Ole Mertz       |
| Damendoppel  | Karin Jørgensen Ulla Rasmussen |
| Mixed        | Finn Kobberø Ulla Rasmussen    |

## Finalergebnisse
| Disziplin    | Sieger                         | Finalist                                  | Ergebnis          |
| ------------ | ------------------------------ | ----------------------------------------- | ----------------- |
| Herreneinzel | Oon Chong Teik                 | Finn Kobberø                              | 15–11, 15–6       |
| Dameneinzel  | Ursula Smith                   | Karin Jørgensen                           | 8–11, 12–10, 11–2 |
| Herrendoppel | Oon Chong Teik Ole Mertz       | Finn Kobberø Jørgen Hammergaard Hansen    | 9–15, 15–7, 15–6  |
| Damendoppel  | Karin Jørgensen Ulla Rasmussen | Ursula Smith Jennifer Pritchard           | 17–16, 7–15, 15–8 |
| Mixed        | Finn Kobberø Ulla Rasmussen    | Jørgen Hammergaard Hansen Karin Jørgensen | 6–15, 15–10, 15–6 |